# Cruachan
Cruachan to zespół muzyczny z Irlandii grający folk metal, założony w 1992 przez Keitha Faya po odejściu z Minas Tirith, istniejącego od 1989.
Cruachan łączy celtycką muzykę, historię, mitologię z black metalem. Na ostatnich albumach jednak zespół od niego powoli odchodzi i większość fanów uznaje tylko pierwszy album Tuath Na Gael za prawdziwy black metal. Zespół gra teraz muzykę bardziej melodyjną i z czystszymi wokalami Karen Gilligan, która dołączyła do niego po wydaniu Tuath Na Gael.

## Muzycy

### Obecny skład zespołu
- Keith Fay (O'Fathaigh) – śpiew, gitara elektryczna/akustyczna, bodhran, mandolina, bouzouki, bandżo, instrumenty perkusyjne
- Joe Farrell – perkusja, instrumenty perkusyjne
- Karen Gilligan – śpiew, instrumenty perkusyjne
- John Clohessy – gitara basowa, śpiew

### Byli członkowie zespołu
- John O' Fathaigh – flet, gwizdki, dudy
- Jay O'Niell – perkusja, instrumenty perkusyjne
- Collete O'Fathaigh – instrumenty klawiszowe
- John Ryan – gwizdek, skrzypce, bandżo, bouzouki, instrumenty klawiszowe
- Leon Bias – gitara akustyczna, mandolina bouzouki
- Aisling Hanrahan – śpiew

## Dyskografia
- (1994) Celtica (Demo)
- (1995) Tuatha Na Gael	(LP)
- (1997) Promo '97 (Demo)
- (2000) The Middle Kingdom (LP)
- (2001) Ride On (SP)
- (2002) A Celtic Trilogy (BOX)
- (2002) Folk-Lore (LP)
- (2004) Pagan (LP)
- (2006) The Very Wild Rover (SP)
- (2006) The Morrigan's Call (LP)
- (2011) Blood on the Black Robe (LP)